# 이창현
이창현(1985년 12월 18일 ~ )은 대한민국의 전 축구 선수이자 현 축구 지도자로 현역 시절 수비수로 활동했으며 현재 대한민국 U-23 축구 국가대표팀의 임시 감독으로 재직 중이며 2017년 이요한에서 현재의 이름으로 개명했다.

## 클럽 경력

### 인천 유나이티드
2004년 신생팀인 인천 유나이티드 입단을 통해 프로에 정식 입문한 후 2006 시즌까지 인천 수비진의 로테이션 멤버로 활약하며 2005년 K리그 준우승, 2006년 FA컵 4강 등에 일조했다.

### 제주 유나이티드
2007 시즌을 앞두고 제주 유나이티드로 이적한 뒤 2007년 FA컵 4강 진출에 일조했지만 제주 구단측으로부터 요구받은 수비형 미드필더로의 보직 전환에 애를 먹었고 2007 시즌 종료 후 제주를 떠났다.

### 전북 현대 모터스
제주를 떠난 이후 2008년 전북 현대 모터스로 이적하여 2010 시즌까지 전북의 수비진으로 활약하며 2008년 리그컵 4강, 2009년 K리그 우승, 2009년 FA컵 4강, 2010년 K리그 3위, 2010년 리그컵 준우승 등에 일조했지만 2009 시즌 이후 로테이션 멤버로 밀려났고 2010 시즌 종료 후 전북과 결별 수순을 밟았다.

### 부산 아이파크
2011 시즌을 앞두고 임상협과 함께 부산 아이파크로 트레이드된 이후 초반에는 컨디션 난조로 애를 먹었으나 후반기 무렵 K리그 승부조작 사건으로 부산의 기존 수비진들이 대거 이탈한 어수선한 상황에서 주전 수비수로 맹활약하면서 부산의 2011년 K리그 6강 플레이오프 진출에 기여했지만 2012 시즌을 앞두고 진행된 동계 전지훈련에서 당한 부상의 여파로 시즌 아웃되었다.

### 성남 FC
2013 시즌을 앞두고 성남 FC로 둥지를 튼 뒤 2013 시즌에는 부상의 여파로 3경기 출전에 그쳤고 이듬해인 2014 시즌에서는 17경기에 나서며 2014년 FA컵 우승 및 2015년 AFC 챔피언스리그 진출을 이끌었지만 2015 시즌에 또 다시 주전 경쟁에서 밀려 6경기 출전에 그쳤다.

### 에어 포스 센트럴
2016 시즌을 앞두고 성남을 떠나 태국 리그 2의 에어 포스 센트럴로 이적했으나 잦은 부상과 기량 저하에 발목이 잡히면서 2016 시즌을 끝으로 12년간의 프로 선수 생활을 마무리했다.

## 국가대표팀 경력

### 대한민국 U-20
2003년부터 2005년까지 대한민국 U-20 대표팀 소속으로 26경기에 출전하며 2004년 AFC U-19 챔피언십 우승에 공헌했고 이후 이듬해인 2005년 FIFA U-20 월드컵 본선에도 출전했다.

### 대한민국 U-23
U-23 대표팀 소속으로 2007년에만 7경기를 출전했지만 2008년 하계 올림픽 대표팀 명단에서 탈락했으며 이후 대표팀과 인연을 맺지 못했다.

## 지도자 경력

### 유스팀
2016년 은퇴 후 영덕 강구초등학교의 코치로 부임하여 2017년 화랑대기 전국 유소년 축구 선수권 대회 U-12부 준우승은 물론 초등리그 경북 권역에서도 8승 1무의 압도적인 전적으로 왕중왕전 진출까지 이끌어내며 최우수 지도자상의 영예를 안았다.
이후 2018년 대전 하나 시티즌(당시 대전 시티즌) 유스팀인 충남기계공업고등학교의 코치로 부임하여 2020년까지 2년동안 활동했으며 구단, 선수들 심지어 학부모들에게까지도 좋은 지도자로 인정받기에 이르렀다.

### 대한민국 U-23
2021년 1월 5일 대전 하나 시티즌의 사령탑으로 부임한 이민성 수석 코치의 공백을 메꾸기 위해 대한민국 U-23 대표팀의 코치로 부임하여 2020년 하계 올림픽에서 김학범 감독을 보좌했지만 팀은 8강에서 북중미 최강팀인 멕시코에 3-6 완패를 당하며 2회 연속 8강 탈락의 고배를 마셨다.

### 대한민국 U-20
2022년 1월 11일 대한민국 U-20 대표팀의 코치로 부임한 뒤 2023년 FIFA U-20 월드컵 아시아 지역 예선을 겸한 2023년 AFC U-20 아시안컵 본선에서 대한민국의 2회 연속 4강 진출 및 3회 연속이자 통산 16번째 U-20 월드컵 본선 진출을 이끌었고 비록 팀은 4강에서 홈팀인 우즈베키스탄과 승부차기까지 가는 접전 끝에 1-3으로 패하며 결승 문턱에서 아쉽게 좌절을 맛보았지만 2023년 FIFA U-20 월드컵 본선에서 김은중 감독과 함께 FIFA 주관 남자 대회 통산 5번째이자 U-20 월드컵 통산 3번째 4강 신화를 이끌었다.

## 수상

### 클럽 (선수)
인천 유나이티드
- K리그1 : 준우승 (2005)
- FA컵 : 4강 (2006)

제주 유나이티드
- FA컵 : 4강 (2007)

전북 현대 모터스
- K리그1 : 우승 (2009), 3위 (2010)
- FA컵 : 4강 (2009)
- 리그컵 : 준우승 (2010)

성남 FC
- FA컵 : 우승 (2014)

### 국가대표팀 (선수)
대한민국 U-20
- AFC U-20 아시안컵 : 우승 (2004)

### 국가대표팀 (지도자)
대한민국 U-20 (코치)
- AFC U-20 아시안컵 : 4강 (2023)
- FIFA U-20 월드컵 : 4위 (2023)